# Dichochrysa formosana
Dichochrysa formosana är en insektsart som först beskrevs av Matsumura 1910.  Dichochrysa formosana ingår i släktet Dichochrysa och familjen guldögonsländor. Inga underarter finns listade i Catalogue of Life.